# Eugenia Roca
Eugenia Roca (n. 15 de marzo de 1928 - f. 24 de agosto de 2010) fue una actriz española.

## Biografía
Ha desarrollado prácticamente toda su carrera en el teatro, especialmente en el género de la Revista. Así, El visón de Lulú (1959), en el Teatro Fuencarral, con Encarna Abad, Mister Guapo 61 (1961), junto a Antonio Casal en el Teatro La Latina de Madrid, Las Atrevidas (1968) o  Trasplantes de Marido (1969), las dos últimas de Matías Colsada y junto a Adrián Ortega. En la segunda mitad de la década de los 70 formó además pareja cómica con Juanito Navarro.
Sus incursiones en el cine han sido menos frecuentes, pudiendo destacarse La Reina del Chantecler (1962), de Rafael Gil, protagonizada por Sara Montiel.
Para televisión, en 1984 ocupó durante algunas semanas el personaje de Eugenia Enchufols Deltot en el mítico concurso Un, dos, tres.... Se trató de un intento de Narciso Ibáñez Serrador de renovar el espacio, haciendo desaparecer la figura de las Tacañonas (Las Hermanas Hurtado) e introduciendo en La Parte Negativa, una azafata entrada en años, torpe y enchufada. Sin embargo, el personaje no contó con la aceptación del público, por lo que pocas semanas después, regresaron al concurso las Tacañonas, y el resto de la temporada Eugenia se dedicó a hacer algunos papeles episódicos en la subasta.
En 2001 interpretó a la madre de Lina Morgan en la serie Academia de baile Gloria de Televisión Española.